# Пьерпонт, Эдвардс
Эдвардс Пьерпонт (англ. Edwards Pierrepont; 4 марта 1817, Норт-Хейвен, Коннектикут — 6 марта 1892, Нью-Йорк) — американский юрист, государственный деятель и дипломат, генеральный прокурор в кабинете Улисса Гранта (1875—1876), посол США в Великобритании.

## Биография
Эдвардс Пьерпонт был потомком священника Джеймса Пьерпонта, одного из основателей Йельского университета.
В 1837 году Эдвардс Пьерпонт окончил Йельский университет. После путешествовал по Западу США, вернулся в Нью-Хейвен и окончил юридическую школу Йеля. Преподавал в Йельском университете (1840—1841).
В 1840 году был принят в адвокатуру и с 1841 по 1845 годы вёл юридическую практику в Колумбусе, штат Огайо. Позднее он переехал в Нью-Йорк, с 1857 по 1860 годы был судьёй верховного суда города Нью-Йорка. С 1869 по 1870 годы Пьерпонт занимал должность прокурора южного округа Нью-Йорка.
26 апреля 1875 года президент Грант назначил Пьерпонта генеральным прокурором США. В 1876 году он был назначен послом США в Великобритании, занимал этот пост до 1 декабря 1877 года. После возвращения из Англии Пьерпонт жил в Нью-Йорке, умер 6 марта 1892 года.